# 苏辉
苏辉（1956年5月—），籍貫台灣台南，生于吉林长春，中国共产党、中华人民共和国政治人物，副国级领导人，中国共产党党员、台湾民主自治同盟盟员，曾担任中共十七大、十八大代表、北京市台湾同胞联谊会会长、北京市财政局副局长，现任全国政协副主席，以及台灣民主自治同盟主席。父親是台盟第二任主席蔡嘯。

## 生平
苏辉毕业于中央财经大学财政学专业。1984年6月加入中国共产党，2007年12月加入台盟。2008年，当选第十一届全国政协委员，代表中华全国台湾同胞联谊会，分入第二十四组。2012年12月，任台灣民主自治同盟副主席。2017年12月，任台灣民主自治同盟主席。2018年1月，当选第十三届全国政协委员。
2017年6月15日，任台湾省出席第十三届全国人民代表大会代表协商选举会议召集人。
2022年12月10日，台湾民主自治同盟第十一次全盟代表大会期间，选举产生了第十一届中央常务委员会，苏辉当选主席。

## 家庭
父：蔡啸